# ボム (シューティングゲーム)
ボムまたはボンバーは、主にシューティングゲーム（STG）における特殊攻撃の名称。ゲーム毎に特徴が異なるが、基本的に以下の要素がある。
- 専用のボタンで発動する。
- 広範囲に効果があり複数の敵を攻撃できる。
- 使用回数が制限されている[1]。

## 歴史
シューティングゲーム史上、初めてボムを実装したのは1980年の『ディフェンダー』である。プレイ中に専用ボタン「スマートボム」を押すと、画面が閃光に包まれ一瞬にしてすべての敵と敵弾が消滅する。使用回数は3回に限られ、あとはスコア1万点達成ごとに1発ずつ補充されるだけなので、使いどころを考える必要があった。しかし、このように『ディフェンダー』において基本が確立したボムという要素は、その後しばらくは定着することがなく、再び取り上げられるまで5年を待たねばならなかった。
1985年、東亜プランのSTG『タイガーヘリ』にて、ボタン1つを押すだけで小規模の爆発が拡散し、敵弾をかき消しつつ多くの敵に打撃を与える「ボンバー」が登場した。自機の左右に装備されたボンバーアイテムに被弾した場合、自動的に爆発するために防御としての側面もあった。開発者の上村建也は「攻める人が使う」と考えており、未使用のボンバーがステージクリア後にボーナス点へと換算されるのは「よく使わずにゴールできた」というご褒美のつもりだったと述べている。インストラクションカードでの説明が「敵弾を食らうとボンバーが自動的に爆発してしまう」とペナルティ風の表現になっていることも、攻撃寄りの思想で開発されたことの傍証となっている。しかし、その思惑に反して実際には緊急回避の手段として使われることが多く、プレイヤーの間では使わずにどこまで先へ進めるかに挑戦する風習が広まっていった。
『タイガーヘリ』のボンバーはボタンを押してからタイムラグがあるため、敵の出現位置を予測してあらかじめ撃ち込んでおくという戦略によって最大効果が得られるものだったが、1988年の『TATSUJIN』での「タツジンボム」はボタンを押すと瞬時に発動するため、被弾する直前に使用して敵弾を消す緊急回避手段としての側面が強くなった。アーケードゲームは客の回転率が収益の多寡に直結するため、店にとっては短時間でゲームオーバーになってコイン再投入を促してくれたほうが望ましいが、あまりに難しすぎると一部の高レベルプレイヤーしか寄り付かなくなってしまう。ボムの存在によって、カジュアル層を呼び込むために「初心者救済あり」とアピールしつつ、ゲーム自体の難度を上げることが可能になった。